# الحدوق (المخادر)

تعديل مصدري - تعديل

الحدوق محلة تابعة لقرية الظرمات، التابعة لعزلة السحول بمديرية المخادر إحدى مديريات محافظة إب في الجمهورية اليمنية، بلغ تعداد سكانها 58 حسب تعداد اليمن لعام 2004.